# 第116機械化師団 (人民解放軍陸軍)
第116機械化師団（第116机械化师、英語: 116th Combined Arms Brigade）は、中国人民解放軍陸軍の師団の1つ。第39集団軍に所属する。

## 歴史
第116師団は、陝北地方で劉志丹、謝子長等が指揮した紅26軍、紅27軍を起源とする。
- 1935年9月 - 陝北紅軍紅26軍、紅27軍と紅25軍団から紅15軍団編成
- 1937年8月 - 八路軍第115師第344旅第687団、第688団に編入
- 1938年 - 陝北紅軍より第689団編成
- 1940年6月 - 蘇北に移動
- 1941年9月 - 新四軍第3師第10旅に改編
- 1945年9月 - 東北民主連軍第2縦隊第5師に改編
- 1948年11月 - 第39軍第116師に改編
- 1950年10月 - 朝鮮戦争に投入。第一次戦役において、雲山でアメリカ第1騎兵師団を撃破。第二次戦役において、アメリカ第25師団第25連隊を撃破し、38度線を突破。釜谷里でイギリス軍部隊と交戦。
- 1950年12月4日 - 平壌占領
- 1951年1月5日 - ソウル占領
- 1953年5月 - 帰国し、遼東半島に駐屯
- 1982年9月 - 機械化歩兵師団に改編
- 1989年5月 - 北京で戒厳任務遂行

## 編制
判明分のみ。（）内は、中国語名、名誉称号の順。
- 第346連隊　（第346団）
  - 第1中隊　（第1連、先鋒連）
  - 第4中隊　（第4連、常勝連）
- 第347連隊　（第347団、紅軍団）
  - 第7中隊　（第7連、鋼鉄七連）
- 第348連隊　（第348団）
  - 第4中隊　（第4連、神槍手四連）